# Йохан Кристиан I (Золмс-Барут)
Йохан Кристиан I фон Золмс-Барут (на немски: Johann Christian I zu Solms-Baruth; * 8 октомври 1670 в Барут, Бранденбург; † 17 октомври 1726 в Барут) е граф на Золмс-Барут в Кличдорф.
Той е по-малкият син на граф Фридрих Зигизмунд I фон Золмс-Барут (1627 – 1696) и съпругата му Ернестина фон Шьонбург-Валденбург-Хартенщайн (1642 – 1713), дъщеря на фрайхер Ото Албрехт фон Шьонбург-Хартенщайн (1601 – 1681) и Ернестина Ройс-Гера (1618 – 1650).
По-големият му брат е Фридрих Зигизмунд II (1669 – 1737), граф на Золмс-Барут. През 1696 г. Фридрих Зигизмунд II наследява баща си и установява резиденцията си в двореца Барут, построен след 1671 г. Йохан Кристиан I резидира в двореца Кличдорф (Kliczków в Полша).

## Фамилия
Йохан Кристиан I се жени на 24 февруари/6 март 1697 г. в Артерн, Тюрингия, за Хелена Констанция, графиня Хенкел фон Донерсмарк (* 31 януари/10 февруари 1677 в Одерберг); † 22 май 1763 в Барут), дъщеря на Елиас Андреас Хенкел фон Донерсмарк, господар на Бойтен-Одерберг (1632 - 1699), и на Барбара Хелена фон Малтцан (1641 – 1726). Те имат 8 деца:
- Кристиана София (1699 – 1719)
- Хелена Емилия (1700 – 1750), омъжена на 17 март 1722 г. в Барут за граф Лудвиг Франц фон Сайн-Витгенщайн-Берлебург в Лудвигсбург (1694 – 1750), син на граф Лудвиг Франц фон Сайн-Витгенщайн-Берлебург
- Йохан Карл (1702 – 1735), граф на Золмс-Барут, женен на 11 януари 1729 г. в Бистерфелд за графиня Хенриета Луиза фон Липе-Вайсенфелд Бистерфелд (1711 – 1752), дъщеря на граф Рудолф Фердинанд фон Липе-Бистерфелд
- Кристиан Ернст (1706 – 1748), граф на Золмс-Барут, женен I. на 29 юли 1730 г., за фрайфрау Юлия Хенриета Елеонора фон Моравицки (1705 – 1739), II. на 19 октомври 1740 г. в Бохумíн (Богумин, Одерберг) за графиня Йохана Елеонора Хенкел фон Донерсмарк (1711 – 1774)
- Барбара Елеонора (1707 – 1744), омъжена на 7 май 1732 г. в Барут за граф Фридрих Карл Август фон Липе-Бистерфелд (1706– 1781), син на граф Рудолф Фердинанд фон Липе-Бистерфелд
- Георг Вилхелм (1709 – 1739), руски полковник
- Ернестина Хенриета (1712 – 1769), омъжена на 30 октомври 1736 г. в Барут за граф Фердинанд Йохан Лудвиг фон Липе-Вайсенфелд (1709 – 1791), син на граф Рудолф Фердинанд фон Липе-Бистерфелд
- Лудвиг Хайнрих (1717 – 1758)